# Telehack

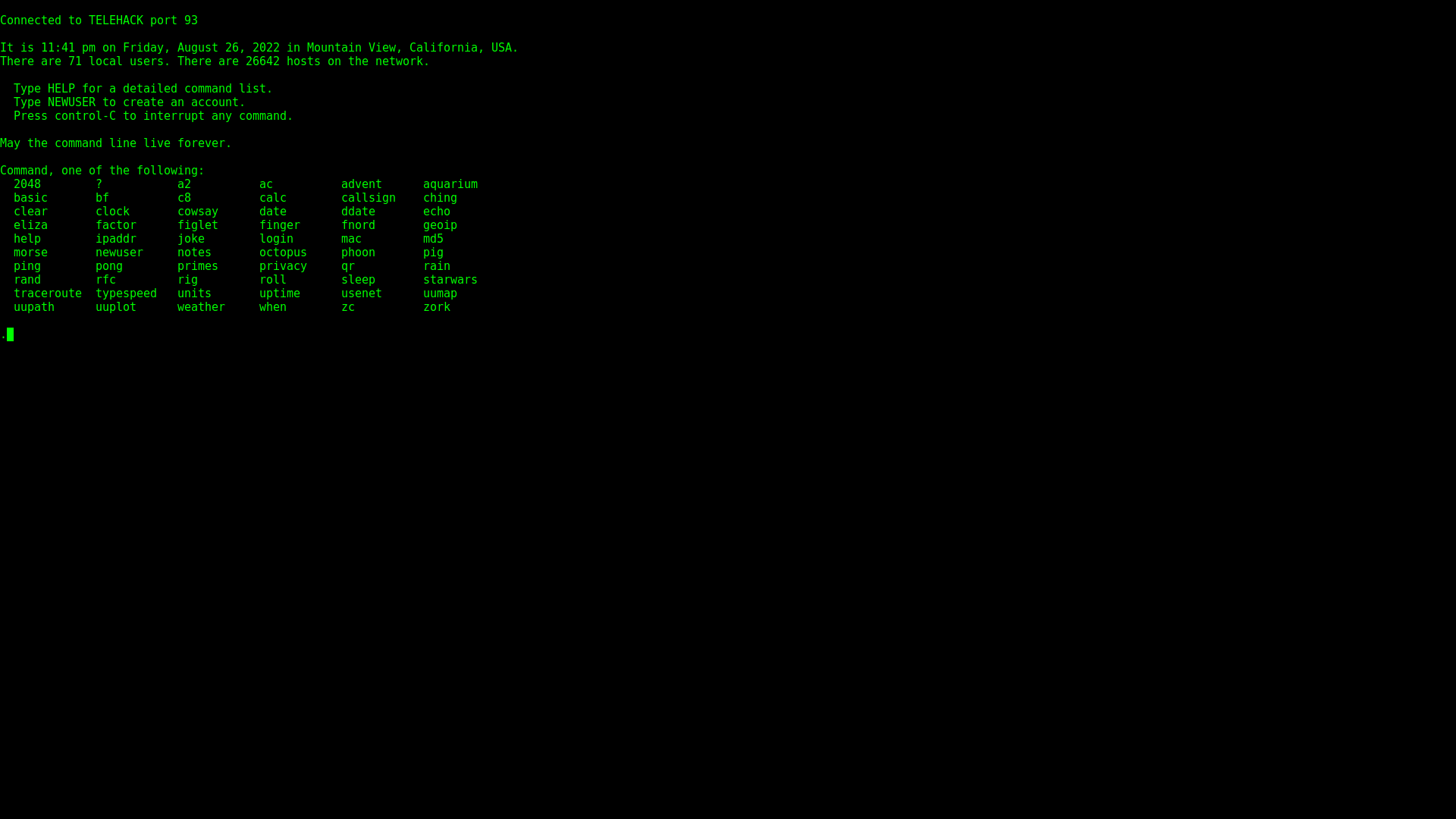
Telehack deschis într-un browser web

Telehack este o simulare online a unei interfețe stilizate pentru ARPANET și Usenet, creată anonim în 2010. Este o simulare completă multi-utilizator, incluzând peste 26600 de gazde simulate cu fișiere care acoperă perioada 1985-1990.
Utilizatorii pot explora o arhivă pre-Web 1.0 de fișiere, documente, script-uri și postări de grup de știri salvate din BBS-uri datorită textfiles.com.